# Rhadiurgus ussuriensis
Rhadiurgus ussuriensis är en tvåvingeart som beskrevs av Pavel Lehr 1981. Rhadiurgus ussuriensis ingår i släktet Rhadiurgus och familjen rovflugor. Inga underarter finns listade i Catalogue of Life.